# Mödersdorf
Mödersdorf ist eine Ortschaft in der Gemeinde Sankt Lorenzen im Mürztal im Bezirk Bruck-Mürzzuschlag im österreichischen Bundesland Steiermark. Am 1. Jänner 2024 hatte Mödersdorf 204 Einwohner. Durch das Dorf fließt der Lesingbach, ein Nebenfluss der Mürz.